# Рогов, Михаил Алексеевич
Михаил Алексеевич Рогов (род. 1 августа 1975, Москва) — российский учёный-геолог, стратиграф и палеонтолог, доктор геолого-минералогических наук, профессор РАН. Заведующий Лабораторией стратиграфии фанерозоя, Геологического института РАН.
Специалист по биостратиграфии ископаемых головоногих моллюсков (систематика, филогения, палеобиогеография и палеобиология) от средней юры до нижнего мела. Специализируется по стратиграфии юры и мела Панбореальной надобласти. Изучает также глендониты и палеоклиматы фанерозоя. Проводил полевые работы в районах: Русская плита, бассейн Печоры, Приполярный Урал, Шпицберген, Таймыр, Хатангская впадина, Анабарская губа, низовья реки Лены, Крым, Дагестан, Азербайджан и других.

## Биография
Родился 1 августа 1975 года в городе Москве.
В 1992 году окончил школу № 72 в Москве.
В 1992—1997 годах обучался на кафедре палеонтологии Геологического факультета МГУ, продолжил там обучение в аспирантуре (1997—2001).
В 2001 году защитил в МГУ диссертацию на степень кандидата геолого-минералогических наук по теме: «Юрские гаплоцератины (Ammonoidea) Европейской части России».
С 2001 года работает в Отделе стратиграфии Геологического института РАН — ведущий научный сотрудник, заведующий Лабораторией стратиграфии фанерозоя.
В 2005 году организовал и развивает научный сайт о геологии и палеонтологии юрского периода (jurassic.ru), который был поддержан в РФФИ.
В 2019 году защитил в ГИН РАН диссертацию на соискание степени доктора геолого-минералогических наук по теме: «Аммониты и инфразональная стратиграфия кимериджского и волжского ярусов Панбореальной надобласти».
В 2022 году присвоено учёное звание Профессор РАН.
В 2023 году был кандидатом на должность директора ГИН РАН.

## Вклад в науку

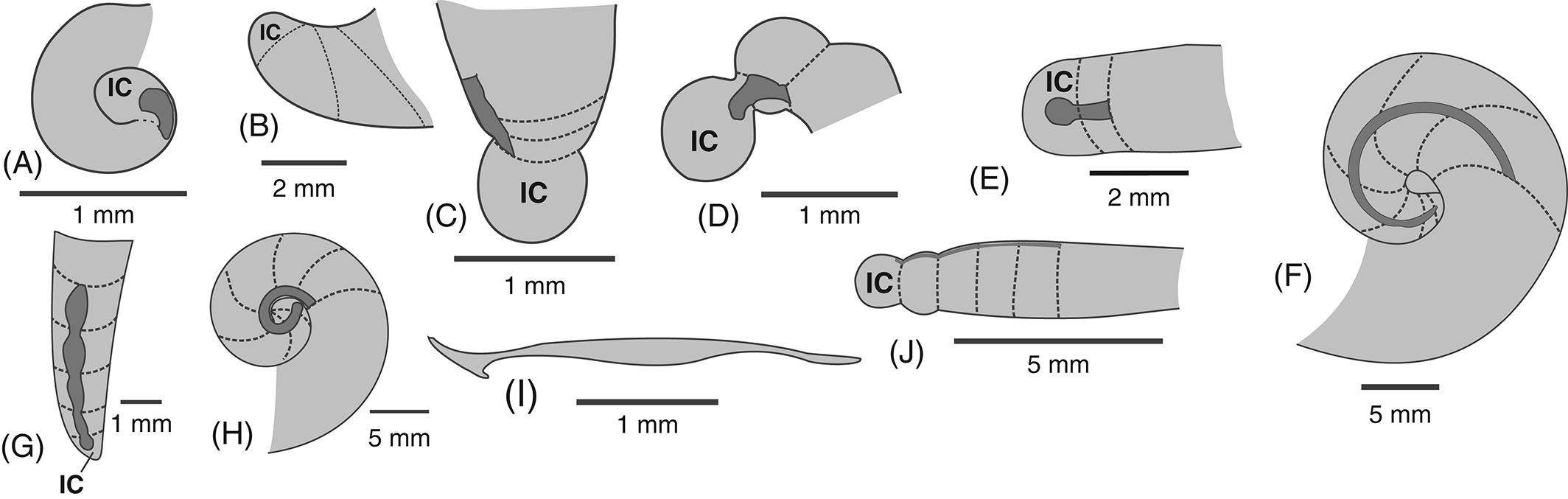
Эмбриональные раковины головоногих моллюсков (V. Laptikhovsky, S. Nikolaeva, and Mikhail Rogov)

- Уточнил систематику позднеюрских бореальных аммоноидей (Аммониты (головоногие)) на основе детального изучения морфогенеза их раковин.
- Обосновал существование средне-поздневолжского кризиса в развитии аммоноидей.
- Впервые показал особенности эволюции поздневолжских аммонитов, включающие как однонаправленные, так и разнонаправленные изменения морфологии раковины у разных подсемейств, протекавшие резко неравномерно во времени.
- Обобщил данные об эволюции челюстного аппарата юрских и нижнемеловых аммоноидей, установлено параллельное появление сходных типов челюстного аппарата в разных филолиниях этих головоногих моллюсков.
- Разрабоал принципы выделения наиболее детальных биостратиграфических подразделений — биогоризонтов. Существенно уточнены, а для многих регионов Северного полушария впервые предложены детальные инфразональные шкалы для келловея — верхней юры.
- Обосновал, что границы биохорем оставались относительно неизменными только в пределах временных эквивалентов биогоризонтов. Иммиграции аммонитов при наличии благоприятных условий для их обитания были мгновенными (в масштабе геологического времени).

Кроме того, впервые обобщил все основные данные по находкам глендонитов (псевдоморфоз кальцита по холодноводному метастабильному гексагидрату карбоната кальция икаиту) в фанерозое.
Сторонник цифровизации и широкого распространения научных знаний.

### Публикации
Автор более 350 научных публикаций.
Основные научные книги:
- Рогов М. А. Аммониты и инфразональная стратиграфия кимериджского и волжского ярусов Панбореальной надобласти. М.: ГИН РАН, Издательство ГЕОС, 2021. 732 c. (Труды Геологического института РАН; Выпуск 627.)

### Системаника
Систематизировал и писал более 50 новых таксонов юрских аммонитов.

## Членство в научных организациях
- 2000 — Московское общество испытателей природы (МОИП)
- 2000 — Всероссийское палеонтологическое общество
- 2009 — Юрская подкомиссия, Международная комиссия по стратиграфии, голосующий член (2009—2018), секретарь (2005—2017), заместитель председателя (с 2017)
- [когда?] — Международное общество седиментологов (International Association of Sedimentologists, IAS)
- [когда?] — Учёный совет ГИН РАН
- [когда?] — Диссертационный совет ГИН РАН по специальности палеонтология и стратиграфия
- 2022 — Профессор РАН.

### Членство в редколлегиях журналов
- 2019 — Стратиграфия. Геологическая корреляция, заместитель главного редактора (с 2021)
- 2020 — Journal of Cephalopod Palaeontology
- 2022 — Russian Journal of Earth sciences.

## Признание научных заслуг

### Награды и премии
- 2002 — специальная премия Ханса Раусинга за лучшую палеонтологическую работу года
- 2005 — премия МАИК Наука-Интерпериодика за лучшие публикации в журнале «Стратиграфия. Геологическая корреляция»
- 2011 — премия МАИК Наука-Интерпериодика за лучшие публикации в журнале «Стратиграфия. Геологическая корреляция»
- 2017 — медаль Ханса Раусинга (ПИН РАН) за лучшую монографию по палеонтологии.

### Названия таксонов
В честь М. А. Рогова были названы новые таксоны ископаемых моллюсков, среди них:
Новый род:
- Rogoviceras Scherzinger et Mitta, 2006 — семейство Oppeliidae, отряд Ammonitida[14]

Новые виды:
- Proplanulites rogovi Gulyaev, 2001 — Ammonitida
- Discohelix rogovi Guzhov, 2009 — Гастроподы
- Volgacheilus rogovi Guzhov, 2014 — Гастроподы
- Mesosaccella rogovi Hryniewicz, Little et Nakrem, 2014 — Двустворчатые